# Contea di Jackson (Wisconsin)
La contea di Jackson (in inglese, Jackson County) è una contea dello Stato del Wisconsin, negli Stati Uniti. La popolazione al censimento del 2000 era di 19 100 abitanti. Il capoluogo di contea è Black River Falls.